# لوساتيا السفلى

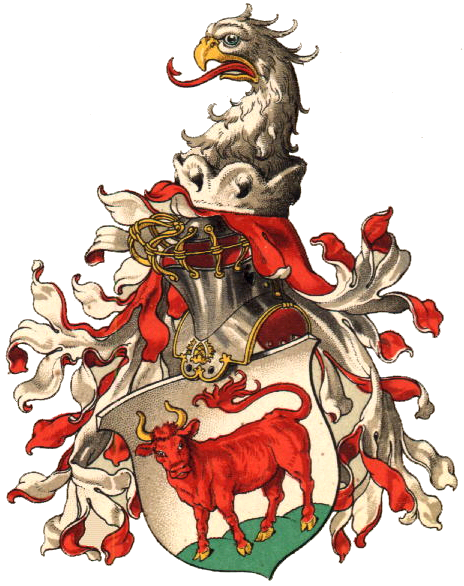
الشعار الكامل لمنطقة لوساتيا السفلى

لوساتيا السفلى (بالإنجليزية: Lower Lusatia)‏ هي منطقة جغرافية تاريخية تقع ضمن منطقة لوساتيا الكبرى وذلك إلى الشمال من لوساتيا العليا، ويفصل بين المنطقتين نهر إلستر الأسود. تمتد لوساتيا السفلى من جنوب شرق ولاية براندنبورغ الألمانية إلى جنوب غرب محافظة لوبوسكي البولندية.
كما هو الحال في منطقة لوساتيا العليا يقطن الصوربيون في منطقة لوساتيا السفلى، ولكن لهم لغتهم الخاصة التي تميزهم وتدعى اللغة الصوربية السفلى، وهي قريبة من اللغة الصوربية العليا ومن اللغة البولندية.
تعرف هذه المنطقة (بالألمانية: Niederlausitz) وباللغة الصوربية السفلى Dolna Łužyca وباللغة الصوربية العليا Delnja Łužica وبالبولندية Łużyce Dolne وبالتشيكية Dolní Lužice.

## اقرأ أيضاً
- لوساتيا
- لوساتيا العليا
- صوربيون